# Kazimierz Tymieniecki
Kazimierz Tymieniecki (ur. 19 grudnia 1887 w Kielcach, zm. 13 października 1968 w Poznaniu) – polski historyk, mediewista.

## Życiorys
Jako uczeń Męskiego Gimnazjum Rządowego w Kielcach i członek koła narodowego uczestniczył 3 lutego 1905 roku w strajku skierowanym przeciw rusyfikacji, za co został relegowany ze szkoły.
Absolwent Uniwersytetu Jagiellońskiego. W latach 1915–1918 wykładowca historii starożytnej na Wydziale Humanistycznym Towarzystwa Kursów Naukowych w Warszawie. Zastępca profesora Uniwersytetu Warszawskiego, wykładowca Wolnej Wszechnicy Polskiej, współorganizator w 1919 Uniwersytetu Poznańskiego. Redaktor "Roczników Historycznych", swoją działalność prowadził w PAU i PTPN (prezes w latach 1956–1961), a później PAN (członek tytularny od 1952, członek rzeczywisty od 1957). Po II wojnie światowej jeden ze współzałożycieli Instytutu Zachodniego w Poznaniu.
Zasługą Kazimierza Tymienieckiego było zwrócenie uwagi na sprawę genezy miast i wykazanie bezpodstawności tzw. kolonialnej teorii, wywodzącej polskie miasta z okresu kolonizacji niemieckiej z XIII i XIV wieku. Dyskusję nad tym zapoczątkował artykułem Zagadnienia początków miasta w Polsce z 1919, natomiast kolejny artykuł z 1922 Podgrodzia w północno-zachodniej Słowiańszczyźnie stał się fundamentem całej nowoczesnej nauki o historii miast w Polsce.
Studiował na Uniwersytecie Jagiellońskim pod kierunkiem prof. Stanisława Krzyżanowskiego, potem w Lipsku i Paryżu. Do pierwszej wojny światowej związany był z krakowskim środowiskiem naukowym, następnie przez krótki czas pracował w warszawskim Archiwum Akt Dawnych, by po zakończeniu wojny, w lutym 1919 objąć i zorganizować Katedrę Historii Średniowiecznej na nowo założonym uniwersytecie w Poznaniu. na Uniwersytecie Poznańskim prowadził działalność dydaktyczną i naukową, nawet w trudnych czasach wojny i okupacji. Jemu też przypadł zaszczyt wygłoszenia pierwszego w historii uniwersytetu wykładu, przemawiając podczas uroczystej inauguracji na temat "Z dziejów uniwersytetów w Polsce".
W 1959, w siedemdziesiąta rocznicę urodzin profesora, została wydana specjalna pamiątkowa księga z tej okazji. W tymże roku Uniwersytet Warszawski nadał profesorowi tytuł doktora honoris causa, a Uniwersytet Wrocławski uczynił to w 1965. W 1960 profesor Tymieniecki przeszedł na emeryturę.
Odznaczony Krzyżem Komandorskim Orderu Odrodzenia Polski (1954). W 1953 otrzymał nagrodę państwową I stopnia.
Został pochowany na Cmentarzu Junikowo w Poznaniu.

## Dzieła
Był autorem od 500 do 650 rozpraw, artykułów, recenzji i książek naukowych na temat historii Polski od czasów najdawniejszych do XV wieku.
Wiele dzieł Tymienieckiego stanowiło punkt zwrotny w rozwoju polskiej myśli historycznej, wskazywało na nowatorskie metody badań.
W pierwszej swej pracy Majętność książęca w Zagościu z 1912 pokazał, jak na podstawie kilku lakonicznych dokumentów średniowiecznych można stworzyć wszechstronny obraz ówczesnego społeczeństwa, stanu gospodarki i stosunków ustrojowych.
Interesował go przede wszystkim proces formowania się społeczeństwa średniowiecznego w Polsce.
Rozgłos zyskała jego książka Procesy twórcze formowania się społeczeństwa polskiego w wiekach średnich z 1921. Sam autor nie traktował tej książki jako skończonej i doskonałej, mimo iż wielu polskich historyków czerpało inspirację do badań z tego właśnie dzieła. Książka ta odegrała ogromną rolę w rozwoju polskiej historiografii i przybliżyła do zrozumienia prawidłowości procesu historycznego.
Profesor Tymieniecki napisał o niej później: był to tylko 'podkop' może wielki rozmiarami włożonego wysiłku i dość decydujący dla wytworzenia się (…) wyobrażeń tyczących się prawdy historycznej o dawnym społeczeństwie, ale bądź co bądź tylko 'podkop'.
- Procesy twórcze formowania się społeczeństwa polskiego w wiekach średnich 1921,
- Społeczeństwo Słowian lechickich (Ród i Plemię) 1928,
- Dzieje Niemiec od początku ery nowożytnej 1948,
- Ziemie polskie w starożytności 1951.